# متحف زايد الوطني
متحف زايد الوطني هو متحف دولة الإمارات العربية الوطني ويقع في أبو ظبي الإمارات العربية المتحدة، على جزيرة السعديات داخل المنطقة الثقافية في الجزيرة ويحتفي المتحف بتاريخ دولة الإمارات العربية المتحدة الغني ويسلط الضوء على قيم الشيخ زايد بن سلطان آل نهيان مؤسس دولة الإمارات وأثرها المتواصل على الدولة، كما يستعرض التقدم السريع والتطور الذي حققته دولة الإمارات العربية المتحدة في كافة القطاعات الاقتصادية والاجتماعية والصحية والتعليمية وغيرها من القطاعات الهامة في الدولة.
يقوم المتحف البريطاني بالمساعدة في إطلاق المتحف، تم تصميم المبنى قبل فوستر وبارتنرز ومن المقرر أن تكون أول متحف في جزيرة السعديات.
كان من المتوقع الانتهاء من المتحف في عام 2016؛ إلى أن بداية الإنشاء كانت في يوليو 2016.

### التصميم
يوحي تصميم المتحف بمواكبته لآخر التطورات والحداثة في الهندسة المعمارية وهو من تصميم المعماري نورمان فوستر الحائز على جائزة بريتزكر للهندسة المعمارية، وتبلغ مساحة الأرض التي يشيد عليها المتحف 66000 متر مربع، حيث يتكون من خمسة أبراج ضخمة تشابه في شكلها وتصميمها أجنحة الصقر، وذلك انطلاقاً من شغف الشيخ زايد بالصقور، ولما لها من مكانة في الموروث الثقافي لدولة الإمارات العربية المتحدة، ويبلغ ارتفاع هذه الأجنحة بين 83 و 123 متراً، وفي المتحف ردهة رئيسية بمساحة كبيرة للترحيب بالزوار، ومعرضين في الطابق الأرضي يمثلان قلب المتحف، وفي الطابق الأول توجد أربع معارض تتخذ شكل الربوة المعلقة، حيث يشكل كل منها قاعدة لأحد الأجنحة، بالإضافة لتلة خارجية بارتفاع 30 متراً وهي مستوحاة من تضاريس الإمارات ويمكن للزوارالصود إليها والمشي بين قواعد الأجنحة والحصول على إطلالة مباشرة على المنطقة الثقافية في جزيرة السعديات.

### الاستدامة
يتميز تصميم المتحف بتبنيه أنظمة صديقة للبيئة ومراعاته للموارد الطبيعية والبيئية،حيث يجمع بين تقنيات الاستدامة القديمة والحديثة بما يتناسب مع مناخ دولة الإمارات، من حيث ترشيد استهلاك الطاقة بنسبة 30% والتي تتضمن استخدام الألواح الشمسية وتبريد المحيط الداخلي، واستخدام تقنيات التبادل الحراري ليتم إضاءة وتبريد المتحف بشكل طبيعي والتقليل من استخدام الكهرباء، وكذلك ترشيد استهلاك المياه بنسبة 28% من خلال تجهيزات خاصة من المتوقع أن تسهم في تخفيض استهلاك المياه بنسبة 53% سنوياً، بالإضافة إلى مجموعة من التصميمات المبتكرة التي تدعم التهوية الطبيعية، ونظام تبريد الأجنحة الذي يعتمد على مبادئ الديناميكا الهوائية  من أجل تخفيف الحرارة في إشارة إلى تقاليد الهندسة المعمارية في المنطقة، وكذلك التبريد عن طريق مد قنوات تحت الأرض تعتمد على الهواء الطبيعي، كما روعيت الاستدامة في عمليات البناء حيث يتضمن الحديد الصلب المستخدم في بناء الهياكل 20% من مكونات معاد تدويرها، وتم احضار 20% من المواد اللازمة للبناء من مناطق لا تبعد أكثر من 500كم بالإضافة لإعادة تدوير 70% من النفايات الناتجة في موقع البناء.
وقد حصل تصميم المتحف على شهادة (ثلاث درجات لؤلؤ )ضمن تصنيف درجات اللؤلؤ للتصميم المستدام، التي يمنحها مجلس أبو ظبي للتخطيط العمراني.

### أقسام المتحف
يضم المتحف ستة صالات عرض دائمة، وصالة مؤقتة، وحديقة خارجية، تتصل ببعضها البعض من خلال معارض متنوعة. تختلف صالات العرض فما بينها حسب المادة المعروضة وكل منها تروي قصصاً من قصص تطور دولة الإمارات العربية المتحدة، وعاداتها وتقاليدها. يوجد في الطابق الأرضي صالتي عرض، حيث يوثق المعرض الرئيسي حياة الشيخ زايد بن سلطان آل نهيان مؤسس دولة الإمارات العربية المتحدة وإرثه وقيمه التي شكلت دولة الإمارات، ويعرض المحطات الرئيسية في حياة الشيخ زايد من خلال الصور التي توضح جانبه الإنساني والقيادي. ويوجد معرض عبر طبيعتنا الذي يتناول طبيعة دولة الإمارات العربية المتحدة وتأثيرها التاريخي على الحياة في الدولة، كما يسلط الضوء على شغف الشيخ زايد بالصقور وإهتمامه بالبيئة الطبيعية وضرورة الحفاظ عليها. وايضاً يوجد ، معرض إلى أسلافنا، الذي يعرض الأدلة على النشاط البشري في المنطقة من 300 ألف سنة، ويستعرض معرض ضمن روابطنا الإمكانيات الكبير والآفاق الواسعة لشعب الإمارات القديمة وتأثير التقنيات والمعارف الجديدة في انتشار الإسلام وتطور اللغة العربية، وأيضاً يوجد معرض السواحل الذي يصور المستوطنات الساحلية في المنطقة ودورها في التبادل التجاري والثقافي والأنشطة التي كانت تجري فيها من صيد اللؤلؤ وصيد الأسماك وغيرها، ومعرض من جذورنا الذي يواصل الغوص في العادات والتقاليد الحياتية والممارسات الاجتماعية والاقتصادية التي كانت سائدة في المناطق الداخلية الإماراتية.وبالإضافة لصالات العرض توجد حديقة المسار الخارجية في الهواء الطلق تعتبر بمثابة صالة عرض خارجية تمتد لمسافة 400 متر تسرد من خلالها محطات حياة الشيخ زايد، وتضم الحديقة نباتات من مختلف مناطق الإمارات الصحراوية والحضرية ومناطق الواحات.
وعند افتتاح المتحف، سيحوي العديد من الأعمال الفنية والقطع الأثرية و المعروضات التي تحكي قصة التاريخ والثقافة والنهضة لدولة الإمارات العربية المتحدة في مختلف المجالات. ومن بين هذه القطع الأثرية: السماعة الجنينية لمراقبة قلب الأجنة (1960م - 1970م)، مصباح من العصر العباسي (900م - 1100م )، لؤلؤة أبو ظبي (5600 - 5800)ق.م، طبق من الكريستال الصخري (800م - 900م)، رأس فأس (600 - 1300 )ق.م وغيرها الكثير من الكنوز الأثرية.
كما أعاد متحف زايد الوطني بالتعاون مع جامعة زايد وجامعة نيويورك أبوظبي، إحياء قارب ماجان من العصر البرونزي الذي يعود تاريخه إلى 2100 سنة قبل الميلاد، ونجح نموذج القارب الذي يصل طوله إلى 18 متراً في الإبحار قرب سواحل أبوظبي.وهو يسلط الضوء على التراث البحري لدولة الإمارات العربية المتحدة.

## وصلات خارجية
- الموقع الرسمي

- "لؤلؤة أبو ظبي" في متحف زايد الوطني